# Partido da Aliança Rural
O Partido da Aliança Rural (PAR) foi um partido político das Ilhas Salomão.

## Histórico
Após as eleições de 1976, os deputados oposicionistas criaram o Grupo de Oposição da Coalizão. Quando este se desfez no final do ano, o Partido Rural foi formado por David Kausimae e Faneta Sira, sendo depois renomeado para Partido da Aliança Rural.
Fundiu-se com o Partido Progressista Popular em 1979 para dar origem ao Partido da Aliança Popular, depois de não conseguir obter influência significativa no Parlamento.